# Zeche Holstein
Die Zeche Holstein ist eine ehemalige Kohlezeche in Asseln, seit 1928 ein Stadtteil von Dortmund.

## Geschichte
1874 teufte der Hörder Verein südlich der Dorfmitte die Zeche Holstein als weitere Grubenanlage für die Kohleversorgung seiner Hüttenwerke ab.
1877 ging die Zeche mit 477 Mitarbeitern in Betrieb.
1911 zählte sie 2267 Belegschaftsmitglieder. Asselns Einwohnerzahl entwickelte sich entsprechend von 1620 im Jahre 1871 auf 6103 im Jahre 1910.
Unterirdisch verbunden war die Zeche Holstein mit der Zeche Schleswig, die zum Teil auf dem Gebiet des westlichen Nachbarortes Brackel lag. Der Durchschlag erfolgte 1911 auf der 500-Meter-Sohle. Eine übertägige Verbindung wurde bereits 1885 durch eine Werksbahn realisiert.
Die Werksbahn, die von der Hermannshütte in Hörde zur Schwesteranlage Schleswig führte, wurde bis nach Asseln verlängert; die Strecke erhielt zudem einen Gleisanschluss an den Bahnhof Wickede-Asseln der Strecke Dortmund-Süd – Welver. Da das Grubenwasser der beiden Gruben sehr solehaltig war, gab es sogar Überlegungen, ein Heilbad zu eröffnen. Stillgelegt wurde Holstein am 1. August 1928.

## Heutiger Zustand
Von der Zeche Holstein sind das Torhaus (Donnerstraße / Ecke Briefsweg) sowie die Kolonie Holstein erhalten. Auf dem ehemaligen Zechengelände befindet sich das Kauengebäude, das bis 2016 von der Asselner Freiwilligen Feuerwehr genutzt wurde. Hinter der Kaue ist eine Schachtabdeckung vorhanden.
Auch die ehemalige Zechenbahn ist noch anhand ihres hohen Gleiskörpers auszumachen. Sie zweigt westlich des heutigen S-Bahnhofs Wickede-West nach Südwesten ab und folgt in Gestalt eines Erddamms dem Verlauf der Buddinkstraße in Richtung Neuasseln.

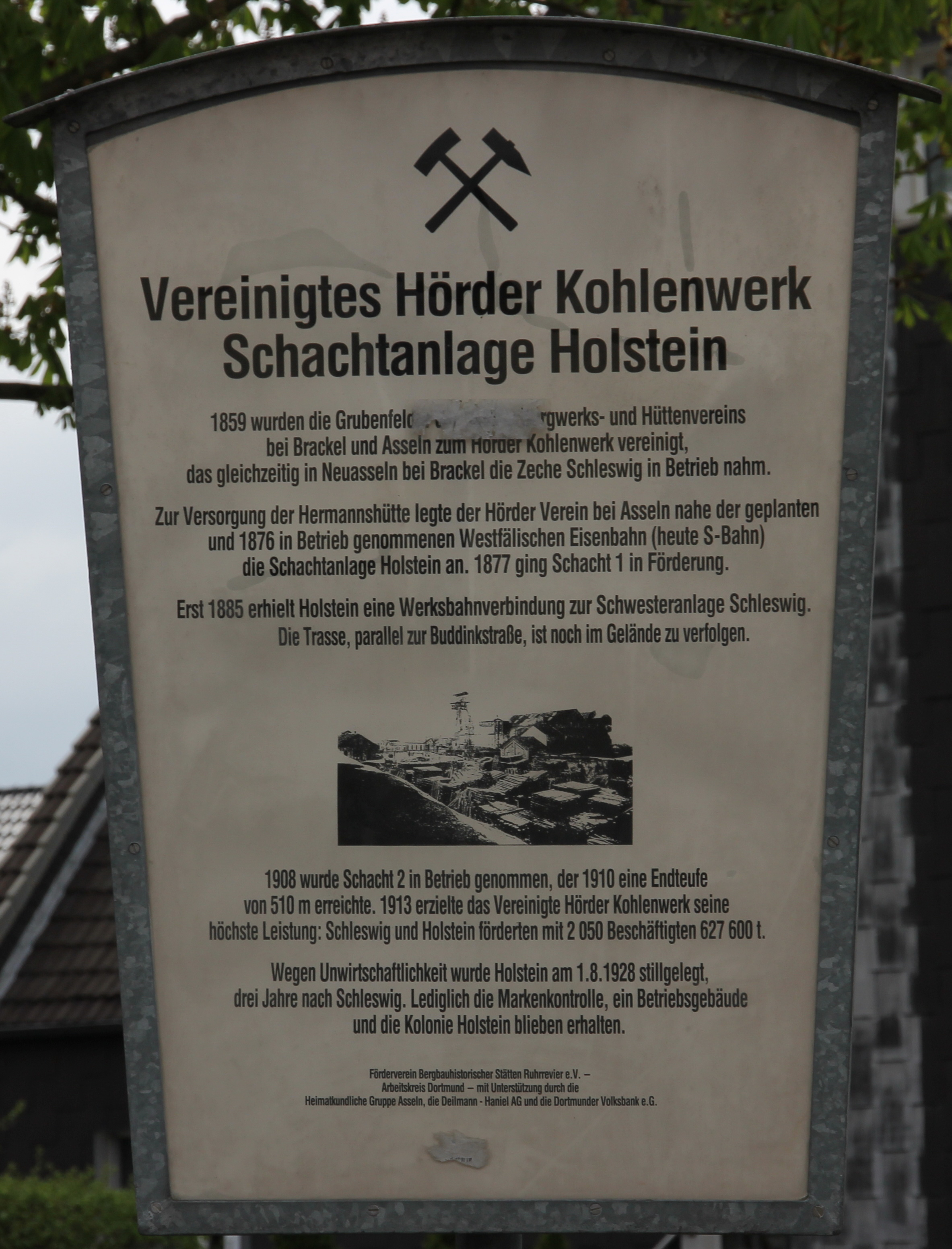
Gedenktafel an Zeche Holstein
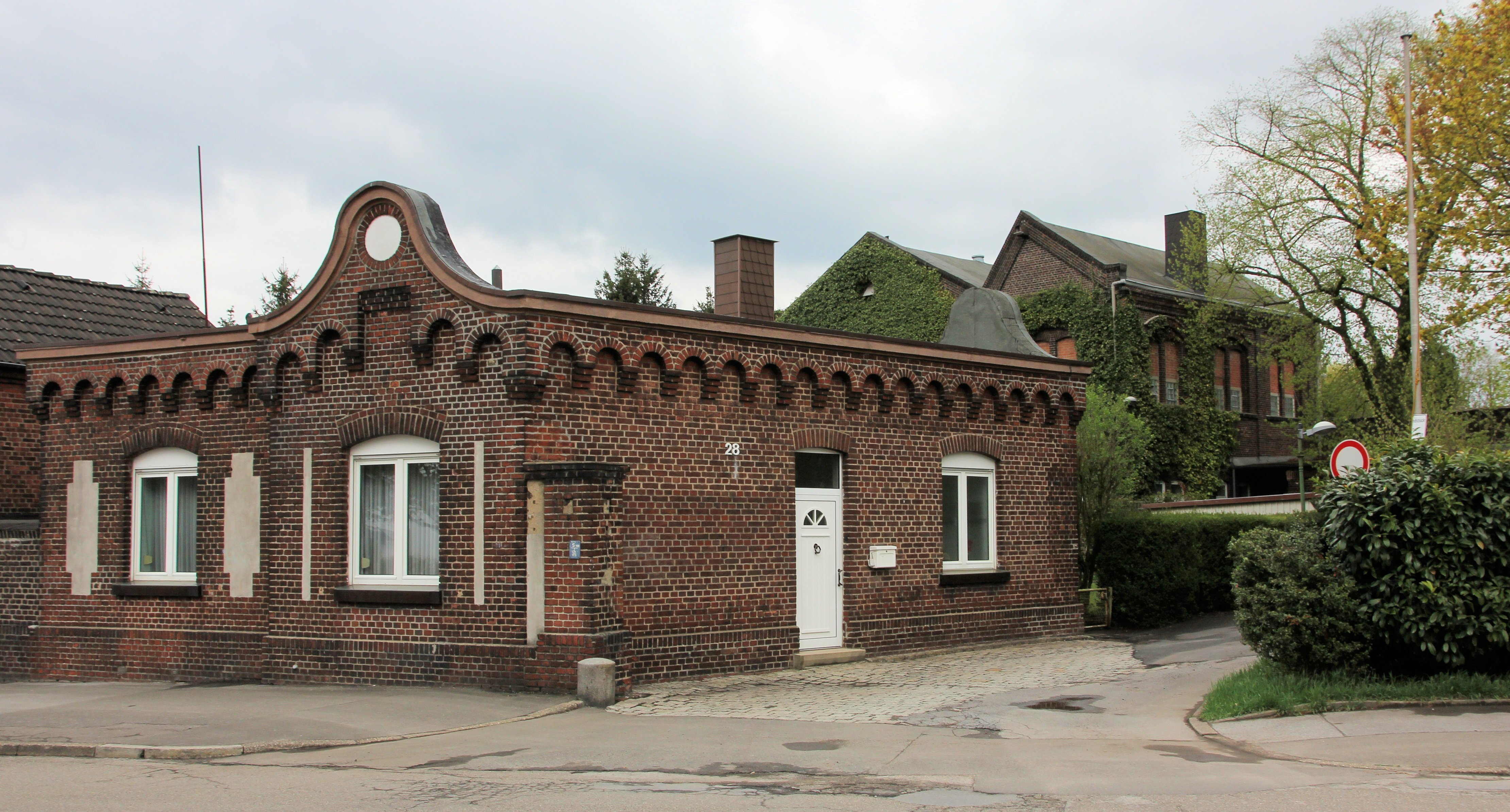
Ehemaliges Torhaus, im Hintergrund das damalige Kauengebäude